# Томсон, Росс
Росс Томсон (англ. Ross Thomson; род. 21 сентября 1987, Абердин, Великобритания) — британский шотландский политик. Член Шотландская консервативная партия. Член парламента Великобритании от округа Южный Абердин с июня 2017 по ноябрь 2019 года. Член парламента Шотландии от региона Северо-Восточная Шотландия с мая 2016 по июнь 2017 года.

## Личная жизнь
Родился в Абердине 21 сентября 1987 года. Обучался в академии Бридж-оф-Дон. Продолжил образование в Абердинском университете, где изучал политику и международные отношения. В 2009 году защитил с отличием степень магистра. Перед тем, как заняться политикой, некоторое время проработал торговым инструктором в универмаге Дэбэнхэмс.
Росс Томсон — открытый гомосексуал. С ноября 2013 года по 2018 год он состоял в гражданском партнёрстве с Дугласом Мэттьюсоном. Пара рассталась из-за неспособности Томсона хранить в отношениях верность.

## Политическая деятельность
На выборах в парламент Шотландии в 2015 году Томсон баллотировался в округе Котбридж и Крайстон и занял третье место, уступив кандидатам от Лейбористской партии Шотландии и Шотландской национальной партии. На выборах в парламент Шотландии в 2011 году он баллотировался округе Абердин Донсайд и снова занял третье место. На парламентских выборах в Великобритании в 2010 году Томсон был выдвинут кандидатом от Консервативной партии Шотландии в округе Гордон и занял четвёртое место, получив 4 111 голосов. Он был самым молодым кандидатом-консерватором в Палату общин. В 2012 году победил на выборах в городской совет Абердина.
В 2013 году участвовал в дополнительных выборах в парламент Шотландии в округе Абердине Донсайд и снова занял четвёртое место. Во время парламентских выборов в Великобритании в 2015 году баллотировался в качестве кандидата-консерватора в округе Южный Абердин, но безуспешно. На выборах в парламент Шотландии в 2016 году баллотировался в округе Южный Абердин и Северный Кинкардин. Выборы в округе проиграл, но был избран в парламент через систему дополнительного членства в качестве одного из семи представителей избирательного региона Северо-Восточная Шотландия.
В парламенте Шотландии Томсон был представителем консерваторов по вопросам дополнительного образования, высшего образования и науки и входил в комитет по образованию и профессиональным навыкам. В 2016 году он стал представителем организации «Голосуй за выход» во время референдума о членстве в ЕС, будучи одним из немногих депутатов парламента Шотландии, поддержавших голосование за прекращение членства Великобритании в Европейском Союзе.
На парламентских выборах в Великобритании 8 июня 2017 года Томсон баллотировался в округе Южный Абердин и победил действовавшего депутата Каллума Маккейга, набрав 18 746 голосов. Став членом Палаты общин, он отказался от своего места в парламенте Шотландии. Позиция Томсона по вопросу выхода Великобритании из ЕС заслужила ему репутацию «жесткого» сторонника Брексита.
В апреле 2018 года политик подвергся критике за сообщения в социальной сети, которые он сделал во время посещения Багдада. Томсона обвинили в симпатиях к диктатуре Саддама Хусейна из-за селфи на военном плацу Хусейна. Представитель консерваторов сказал: «Росс уже ясно дал понять, что не собирался оскорблять ничьих чувств, и приносит извинения всем, кто был расстроен». Томсон поддержал Бориса Джонсона на выборах главы партии консерваторов в 2019 году и возглавил его кампанию в Шотландии.
В феврале 2019 года в прессе появились сообщения о том, что накануне вечером Томсон был сопровожден полицией из Бара для незнакомцев в здании парламента. В печати говорилось, что полиция прибыла после сообщений о сексуальных домогательствах со стороны члена парламента. Очевидцы утверждали, что Томсон приставал к нескольким мужчинам в баре, хватая их за попки и гениталии. Расследование Консервативной партии было ещё не завершено, когда парламентский комиссар по стандартам отклонил жалобу. Томсон отрицал какие-либо правонарушения, заявив, что обвинения в его адрес имеют политическую мотивацию.
3 ноября 2019 года депутат Пол Суини обвинил Томсона в сексуальных домогательствах в Баре для незнакомцев в октябре 2018 года. В тот же день Томсон объявил, что не будет баллотироваться на переизбрание в качестве члена парламента от округа Южный Абердин. Обвинения в свой адрес он отрицал, сказав, что они превратили его жизнь в «сущий ад». Позже выяснилось, что председатель местной консервативной ассоциации отказался подписать документы о выдвижении Томсона в кандидаты, которое позволило бы ему баллотироваться в качестве кандидата-консерватора на парламентских выборах в декабре 2019 года. В октябре 2020 года парламентский комиссар по стандартам пришёл к выводу, что поведение Томсона не носило сексуального характера, и признал его невиновным в харассменте.